# 民人同盟会
民人同盟会（みんじんどうめいかい）は、1919年（大正8年）2月、早稲田大学を中心に結成された学生運動団体である。

## 概要

### 成立
1918年末の東京帝国大学における新人会結成に刺激され、早稲田大学でも「自由思想」を掲げる学生団体の結成をめざす動きが起こり、翌1919年2月21日の早大講堂における「創立記念講演会」をもって民人同盟会が結成された。会員となったのは高津正道・和田巌・稲村隆一・浅沼稲次郎・三宅正一ら、概ね早大雄弁会の「左派分子」を中心とする人々であり、顧問には大山郁夫（早稲田騒動により大学を辞職し当時東京朝日新聞社）・高橋清吾（早大教授）が就任した。結成の中心となったのは高津と和田であり、特に高津は早大入学直後からアナキスト団体の北風会に出入りして大杉栄・近藤憲二・和田久太郎・橋浦時雄（のちボル派に転じる）らと親交を深めていた。

### 展開
こうして結成された民人同盟会であるが、その内部には種々の思想的潮流が存在しており、結成数ヶ月後にはその思想的相違が対立として表面化、顧問として穏健な社会政策学者である北沢新次郎を担いだ和田・浅沼・稲村・三宅らは脱退して1919年11月、建設者同盟を結成した。大山郁夫を担ぎ民人同盟会に残留した人々（高津正道ら）は、ロシア革命の影響もあって次第に左傾化し、そのため早大や警察当局からは厳しい監視を受けるようになった。高津や高野実ら会の中心メンバーは1920年5月、社会主義の研究と普及を標榜し、民人同盟会とは別個に、労働者など学外のメンバーを含む暁民会を旗揚げしたが、同年末、「暁民共産党事件」での検挙を理由に、高津らが早大から退学処分を受けたことで、学生団体としての民人同盟会は解散となった。
民人同盟会・建設者同盟の中心メンバーはさまざまな経緯をたどって、日本共産党（第一次共産党）に合流することになる。

## 関連事項
- 日本の学生運動
- 共産主義
- 暁民会
- 建設者同盟
- 社会主義
- 新人会
- 第一次共産党 (日本)
- 黎明会
- ロシア革命